# Cyprusgrasmus
De cyprusgrasmus (Curruca melanothorax synoniem:Sylvia melanothorax) is een zangvogel uit de familie Sylviidae (grasmussen).

## Herkenning
De vogel is 12,5 tot 13,5 cm lang. Deze grasmus lijkt sterk op de kleine zwartkop. De cyprusgrasmus heeft ook een oogring en een zwarte kop, maar de oogring is lichter, bijna wit en de keel heeft alleen een smalle witte streep en daaronder is de borst en buik gevlekt in een visschubbenpatroon. Het vrouwtje is lastig te onderscheiden van verwante soorten. Haar meest opvallende kenmerk zijn de donkergrijs gevlekte onderstaartdekveren, die bij alle andere soorten egaal grijs of wit zijn.

## Verspreiding en leefgebied
Deze soort is een endemische broedvogel op Cyprus, die de winters doorbrengt in schaars met struiken begroeide wadi's in de Negev en langs de westkust van de Rode Zee. Het leefgebied waarin de vogel broedt is vrij open, droog terrein met dichte doornstruiken (maquis) op Cyprus.

## Status
De grootte van de wereldpopulatie werd in 2021 geschat op 120.000 tot 180.000 volwassen individuen. Deze grasmussoort is nog algemeen, maar gaat in aantal achteruit. Echter, het tempo ligt onder de 30% in tien jaar (minder dan 3,5% per jaar). Om deze redenen staat de cyprusgrasmus als niet bedreigd op de Rode Lijst van de IUCN.